# Козацький провулок (Херсон)
Козацький провулок — провулок у Центральному районі міста Херсон.

## Розташування
Тягнеться від Миколаївського шосе до перехрестя з проспектом Незалежності і вулиці Іллюши Кулика. Перетинає провулок вулиця Михайла Грушевського.
Протяжність — 510 м.

## Будівлі і об'єкти
- буд. 10 — Державна екологічна інспекція у Херсонській області[2];

## Історія провулку
Провулок почав забудовуватися в кінці 
XVIII ст. 
В 2022 році підчас 

Повномасштабного російського вторгнення в Україну 
на території провулку відбувся широко відомий в Україні і Світі інцидент що перетворився на мем, так звана Битва за Techno House (також відома як «Російський солдат проти дверей»).
Інцидент став невдалою спробою російського солдата проникнути до магазину електроніки Techno House що де-факто знаходиться на протяжності провулку, хоча де-юре адреса магазину проспект Незалежності, 79.